# Cassinia macrochelis
Cassinia macrochelis – gatunek kosarza z podrzędu Laniatores i rodziny Assamiidae. Jedyny znany przedstawiciel monotypowego rodzaju Cassinia.

## Występowanie
Gatunek występuje we wschodniej Afryce. Wykazany został z Gwinei Bissau.